# 1862 год в науке
В 1862 году были различные научные и технологические события, некоторые из которых представлены ниже.

## События
- Февраль — Английский путешественник Джон Спик стал первым белым человеком, прибывшим на территорию современной Уганды.
- 9 марта — Гражданская война в США: первый в истории бой броненосных кораблей произошёл на Хэмптонском рейде, у берегов Виргинии. Формально окончился ничьей.
- 28 июля — Джон Спик достиг озера Виктория.
- 5 сентября — английские аэронавты и метеорологи Глейшер и Коксуэлл достигли на воздушном шаре рекордной для того времени высоты 9000 метров.
- Сентябрь — Давид Ливингстон исследовал речку Рувума.
- Альван Кларк обнаруживает звезду Сириус B.
- Основана крупная финская компания Stockmann.

## Родились
- 23 января — * Давид Гильберт, немецкий математик, один из лидеров в истории математики (ум. 1943).
- Проспер Бенжамен Буассонад, французский историк
- 18 марта — Лопарев Хрисанф Мефодиевич, русский учёный, византинист, исследователь древнерусской литературы, краевед (ум. 1918).
- 13 июля — Николай Александрович Рубакин, русский книговед и библиограф (ум. 1946).
- 29 июля — Эрнст Гроссе (1862—1927) — немецкий этнолог и этнограф (ум. 1927).
- 29 августа — Морис Метерлинк, бельгийский философ, поэт, драматург, лауреат Нобелевской премии по литературе 1911 года (ум. 1949).

## Скончались
- 1 января — Михаил Васильевич Остроградский, русский и украинский математик и механик (род. 1801).
- 10 января — Сэмюэл Кольт, американский оружейник, изобретатель и промышленник.
- 3 апреля — Джеймс Росс, британский исследователь полярных районов, член Королевского географического общества.
- 19 июля — Николас Аделон, французский врач и физиолог, хирург, профессор медицинского факультета Парижского университета, президент Парижской медицинской академии.
- 22 июля — Марсель де Серр, французский геолог, спелеолог и натуралист, профессор. Член Академии наук и литературы Монпелье.
- 17 ноября –  Готтольд Саломон, немецко-еврейский учёный, переводчик Библии.